# MXML
MXML es un lenguaje descriptivo desarrollado inicialmente por Macromedia hasta el 2005 para la plataforma FLEX de Adobe.
MXML se basa en XML y su acrónimo "Macromedia eXtensible Markup Language" 
Lenguaje que describe interfaces de usuario, crea modelos de datos y tiene acceso a los recursos del servidor, del tipo RIA (Rich Internet Application).
MXML tiene una mayor estructura sobre la base de etiquetas, similar a HTML, pero con una sintaxis menos ambigua, proporciona una gran variedad e inclusive permite extender etiquetas y crear sus propios componentes.
Una vez compilado genera ficheros .swf

## Código fuente de ejemplo
Un ejemplo de Hola Mundo:
```
<?xml version="1.0" encoding="utf-8"?>

<mx:Application
 
xmlns:mx=
"http://www.adobe.com/2006/mxml"
 

                
layout=
"absolute"
 
backgroundGradientColors=
"[#000011, #333333]"
>

   
<mx:Label
 
text=
"Hola Mundo!"
 
verticalCenter=
"0"
 
horizontalCenter=
"0"
 
fontSize=
"48"
 
letterSpacing=
"1"
>

      
<mx:filters>

         
<mx:GlowFilter
 
color=
"#ffffdd"
/>

      
</mx:filters>

   
</mx:Label>

</mx:Application>

```